# Camellia
El género Camellia agrupa entre 100 y 250 especies (hay cierta controversia sobre el número exacto) de plantas florales originarias de las regiones tropicales y subtropicales de Asia sudoriental, China y Japón. Se las encuentra en los bosques situados a media altitud sobre el nivel del mar. Un botánico y misionero jesuita del siglo XVII, Georg Josephus Kamel (también conocido como Camellus), las describió y dibujó después de un viaje a Filipinas a bordo de un galeón español; luego Carlos Linneo nombró a este género en su honor.

## Características
Todas las especies son arbustos y árboles que pueden llegar a medir 10 m de altura. De follaje perennifolio, sus hojas son coriáceas, de un verde oscuro lustroso, enteras, puntiagudas y de bordes enteros o ligeramente aserrados.
Las flores son generalmente grandes, con cinco sépalos y cinco pétalos (se han conseguido híbridos con doble o múltiple corola y gran cantidad de pétalos), sus colores varían del blanco al rojo pasando por el rosa y, ocasionalmente, pueden aparecer combinadas en el mismo pie e incluso jaspeadas en esas tonalidades. Hay varias especies, menos populares, de flor amarilla.
Quizás la especie más extendida en jardinería sea C. japonica por ser la más frecuentemente utilizada. Es nativa de Japón, zona suroriental de China y Corea, y de ella se deriva la variedad Adolphe Audusson, indicada para cultivo en interiores. De las hojas de C. sinensis se obtiene el té.
El fruto de las plantas de camelia es una cápsula seca, a veces subdividida en hasta cinco compartimentos, cada uno de los cuales contiene hasta ocho semillas.

## Cultivo
Las diversas especies de camelias suelen adaptarse bien a los suelos ácidos ricos en humus, y la mayoría de las especies no crecen bien en suelos calcáreos u otros suelos ricos en calcio. La mayoría de las especies de camelias también requieren una gran cantidad de agua, ya sea de lluvia natural o de riego, y las plantas no toleran las sequías. Sin embargo, algunas de las camelias más inusuales —por lo general, especies de suelos kársticos de Vietnam— pueden crecer sin demasiada agua.
Las camelias suelen crecer con rapidez. Suelen crecer unos 30 cm al año hasta alcanzar la madurez, aunque esto varía en función de la variedad y la ubicación geográfica.

## Ecología
Las larvas de varias especies de lepidópteros utilizan las plantas de camelia como alimento. Las hojas de la Camellia japonica son sensibles al parásito fúngico Mycelia sterile. El Mycelia sterile PF1022 produce un metabolito llamado PF1022A que se utiliza para producir emodepsido, un fármaco antihelmíntico.
Debido principalmente a la destrucción del hábitat, varias camelias se han vuelto bastante raras en su área de distribución natural. Una de ellas es la ya mencionada C. reticulata, cultivada comercialmente por miles para la horticultura y la producción de aceite, pero lo suficientemente rara en su área de distribución natural como para ser considerada una especie amenazada.

## Historia
En 1735, en su Systema naturae, Carl von Linné denominó Camelia a dos plantas japonesas descritas por Engelbert Kaempfer (probablemente C. sasanqua y C. japonica que llamó Camellia tsubaki y rebautizó como Camellia japonica en su obra Species plantarum publicada en 1753), en honor al fraile jesuita Jiří Josef Camel (latinizado como Camellus) que se hizo famoso por sus escritos sobre la flora de Filipinas. Camel nunca describió estas plantas y no las introdujo en Europa, ya que las camelias no crecen en Filipinas. El primer europeo que describió el género fue el farmacéutico y botánico Andreas Cleyer en su viaje a Japón en la década de 1680.

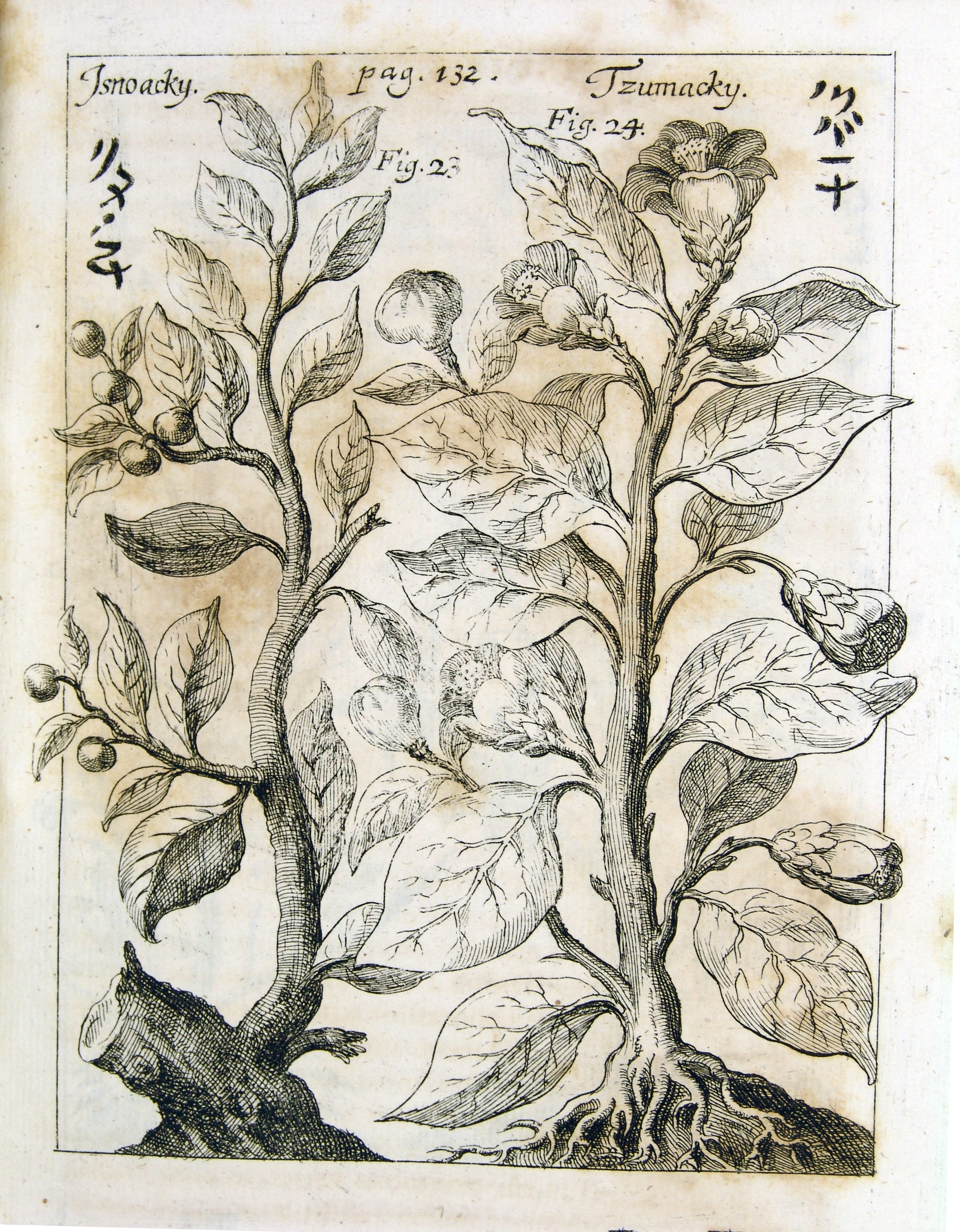
Observaciones de Cleyer sobre el Distylium racemosum (isunoki) y Camelia (tsubaki)

Camellia × williamsii
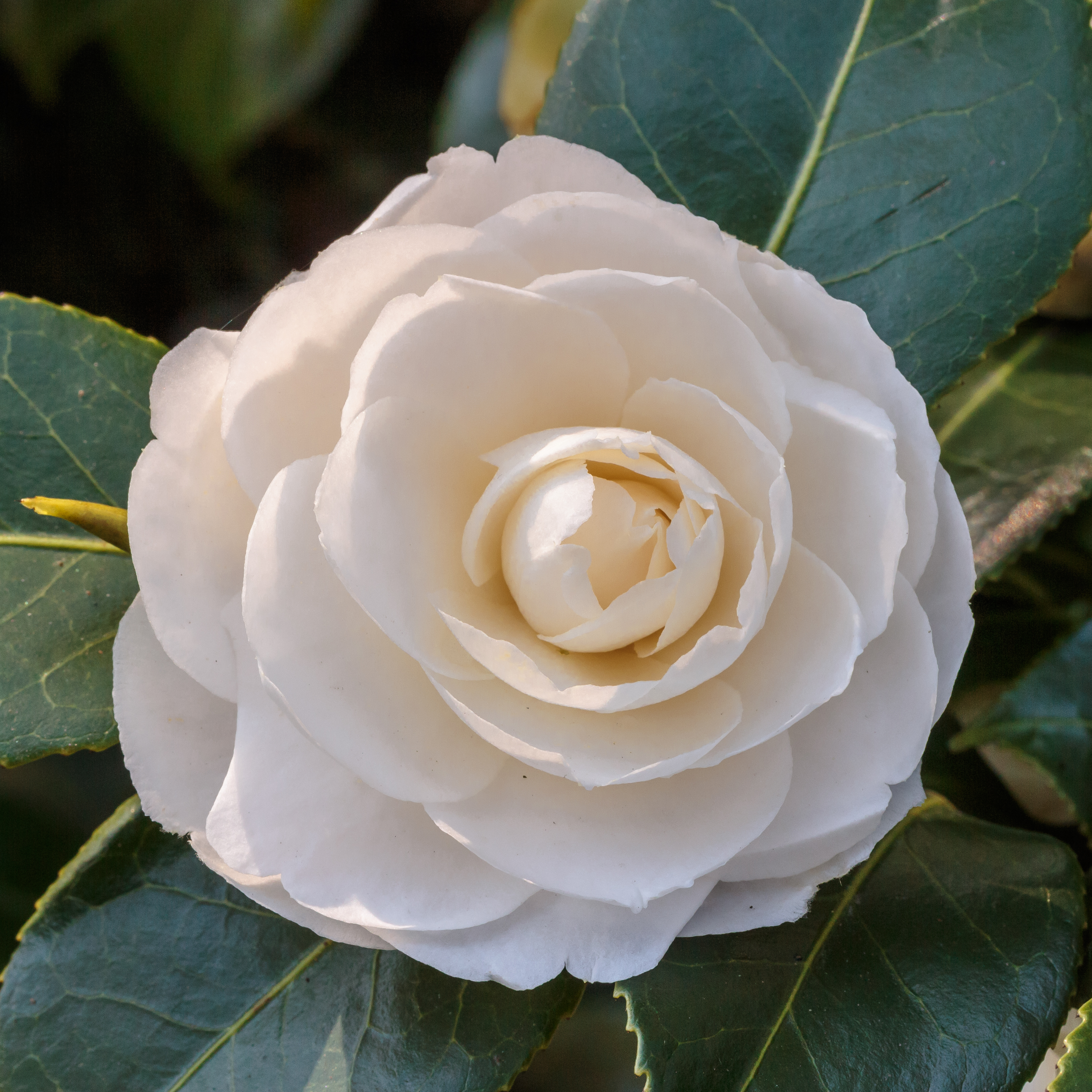
Camellia × williamsii en el Tuinreservaat Jonkervallei, un jardín en Frisia (provincia). Marzo de 2020.
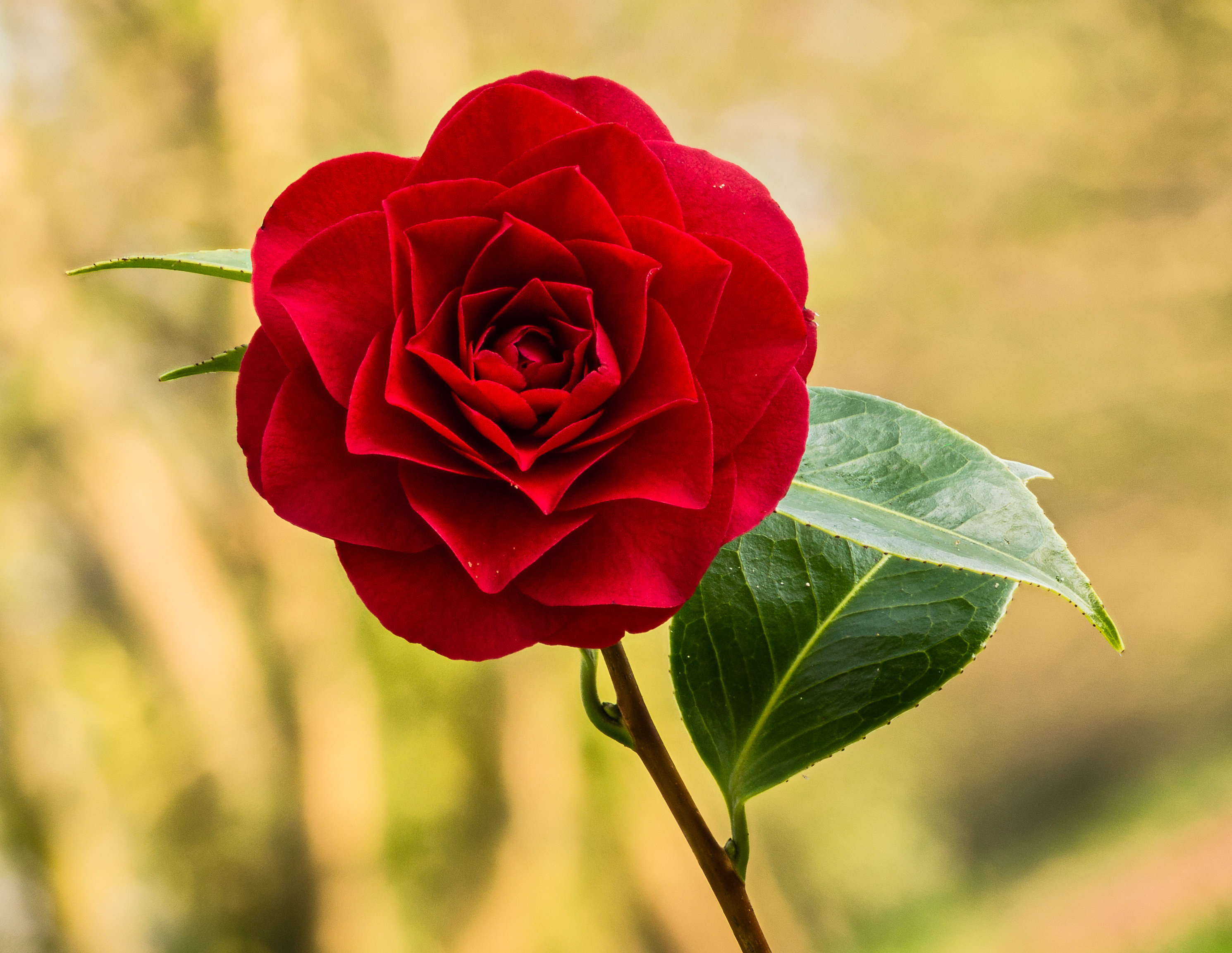
Flor de Camellia × williamsii 'Roger Hall'. Abril de 2021.
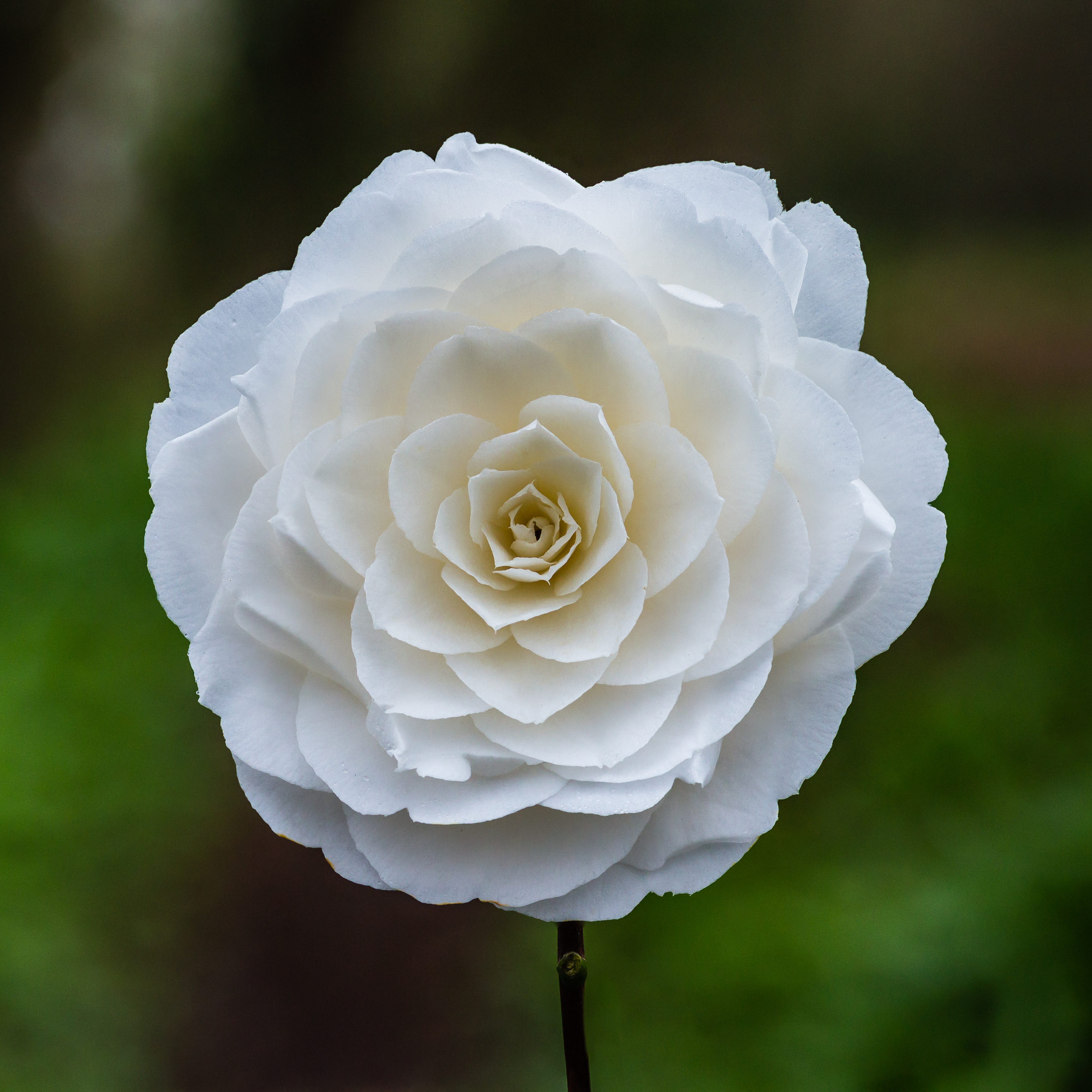
Camellia × williamsii, flor de 81 mm de diámetro. Marzo de 2022.

En el siglo XVII el uso del té en Europa era aristocrático, ya que entonces las hojas de esta planta eran muy caras. La Compañía Británica de las Indias Orientales, East India Company pidió a los chinos que les suministraran semillas o plantas jóvenes de té para romper el monopolio de los países asiáticos. No les suministraron Camellia sinensis (árbol del té) sino camelias ornamentales del tipo Camellia japonica. El Reino Unido se dio cuenta del engaño pero, dada la belleza de su flor roja y de su follaje (entonces se llamaba la rosa china o la rosa japonesa), se empezó a  cultivar en un invernadero y un invernadero caliente, y luego al aire libre en 1739.
El Castillo de Malmaison, a 12 km de París, comprado en 1798 por Joséphine de Beauharnais, la futura esposa de Napoleón Bonaparte, se hizo famoso, entre otras cosas, por la creación de un jardín de rosas y el uso de plantas recién introducidas en Francia, especialmente las camelias. La futura emperatriz lanzó la moda en Francia: por imitación, se plantaron macizos de camelias allí donde se podía.
La camelia fue muy popular durante la primera mitad del siglo XIX, como se puede ver en la novela La dama de las camelias de Alejandro Dumas hijo, a la que probablemente debemos la franciscación del género camelia por una ortografía errónea. En 1806 Ferdinand Favre importó las primeras semillas de Inglaterra y tuvo la intuición de que la humedad del clima atlántico de Nantes permitía cultivar camelias en el suelo y al aire libre, siempre que acostumbrara y seleccionara los sujetos más resistentes. La primera obra dedicada a las camelias es la Monographie du genre Camellia, ou essai sur sa culture, sa description et sa classification del abate Laurent Bernard Berlèse en 1837. Una de las mejores iconografías del género es la publicada por el abate Berlèse entre 1839 y 1843, un botánico hortícola que tiene una colección de más de trescientas especies y cultivares.
Hasta entonces solo conocida por una única especie, la Camellia japonica (Camelia japonesa), y sus cultivares, la introducción de nuevas especies a principios del siglo XX revivió la afición por este género. Coco Chanel la convirtió en su emblema y lanzó la moda de las camelias blancas en los ojales. La hibridación permite introducir nuevas características, como el perfume, las flores pequeñas e incluso la floración estival con los primeros híbridos obtenidos en los años 30 o la nueva especie Camellia azalea, descubierta en 1984 en China.

## Algunas especies
- Camellia assimilis
- Camellia brevistyla
- Camellia caudata
- Camellia changii
- Camellia chekiangoleosa
- Camellia chrysantha
- Camellia connata
- Camellia crapnelliana
- Camellia cuspidata
- Camellia euryoides
- Camellia forrestii
- Camellia fraterna
- Camellia furfuracea
- Camellia granthamiana
- Camellia grijsii
- Camellia hongkongensis
- Camellia honkongensis
- Camellia irrawadiensis
- Camellia japonica
- Camellia kissii
- Camellia lutchuensis
- Camellia nokoensis
- Camellia oleifera
- Camellia parviflora
- Camellia pitardii
- Camellia polyodonta
- Camellia reticulata
- Camellia rosiflora
- Camellia rusticana
- Camellia salicifolia
- Camellia saluenensis
- Camellia sasanqua
- Camellia semiserrata
- Camellia sinensis
- Camellia taliensis
- Camellia transnokoensis
- Camellia tsaii
- Camellia vietnamensis T.C.Huang
- Camellia yunnanensis  Cohen-Stuart

## Historia de los jardines

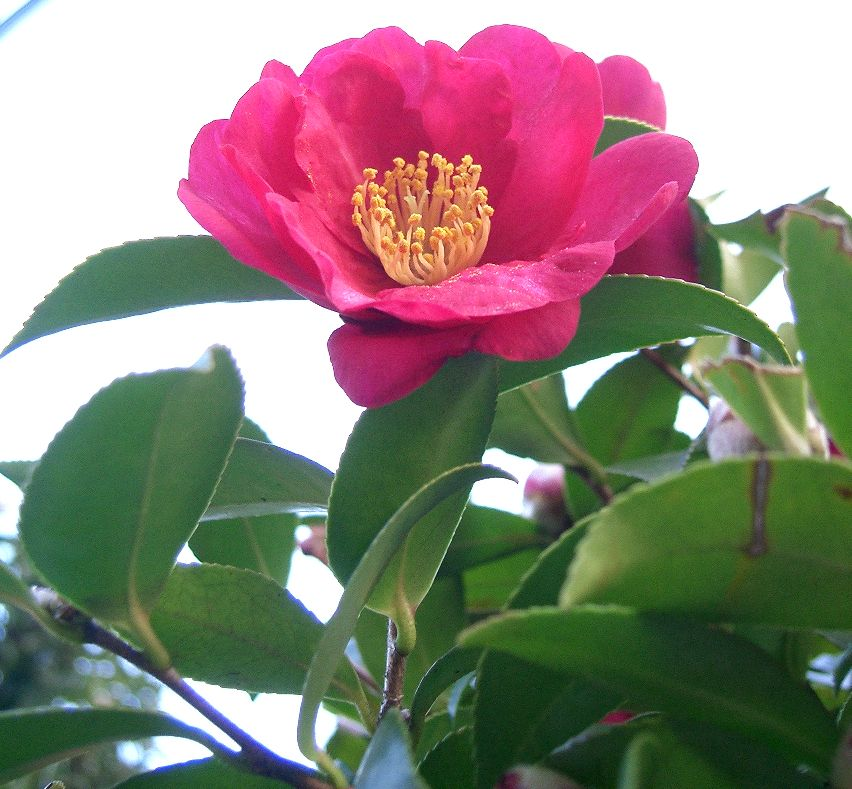
Camellia sasanqua, se la encuentra en bosques siempreverdes costeros del sur. Se la halla usualmente creciendo a altitudes de 900 m s. n. m.

Las camelias se cultivaron en los jardines de China y Japón durante siglos antes de que se vieran en Europa. El botánico alemán Engelbert Kaempfer informó que la "rosa del Japón", como él la llamaba, crecía de forma silvestre en bosques y setos, pero que se habían seleccionado muchas variedades superiores para los jardines. Le dijeron que la planta tenía 900 nombres en japonés. Las primeras visiones que tuvieron los europeos de las camelias debieron ser sus representaciones en los papeles pintados chinos, donde a menudo se las representaba creciendo en macetas de porcelana.
Las primeras camelias vivas que se vieron en Inglaterra fueron una sola roja y una sola blanca, cultivadas y florecidas en su jardín de Thorndon Hall, Essex, por Robert James, Lord Petre, uno de los jardineros más entusiastas de su generación, en 1739. Su jardinero James Gordon fue el primero en introducir las camelias en el comercio, desde los viveros que estableció tras la prematura muerte de Lord Petre en 1743, en Mile End, Essex, cerca de Londres.
Con la expansión de la comercio del té a finales del siglo XVIII, comenzaron a verse nuevas variedades en Inglaterra, importadas a través de la Compañía Británica de las Indias Orientales. John Slater, de la Compañía, fue el responsable de la primera de las nuevas camelias, dobles, de color blanco y rojo a rayas, importada en 1792. Otras camelias importadas en las Indias Orientales se asociaron a los mecenas cuyos jardineros las cultivaron: una roja doble para sir Robert Preston en 1794 y la rosa pálida llamada "Lady Hume's Blush" para Amelia, la dama de sir Abraham Hume de Wormleybury, Hertfordshire (1806). La camelia fue importada de Inglaterra a América en 1797 cuando John Stevens llevó la flor como parte de un esfuerzo para cultivar atracciones dentro de Elysian Fields en Hoboken, Nueva Jersey. En 1819, veinticinco camelias habían florecido en Inglaterra; ese año apareció la primera monografía, la de Samuel Curtis, A Monograph on the Genus Camellia, cuyas cinco hermosas ilustraciones en color a tamaño folio han sido normalmente retiradas del delgado texto y enmarcadas. Las camelias que sembraron, aunque no florecieron durante más de una década, recompensaron a sus cultivadores con una gran cantidad de nuevas variedades. En la década de 1840 la camelia estaba en la cima de su moda como "la" flor de lujo. La cortesana parisina Marie Duplessis, que murió joven en 1847, inspiró la obra de Dumas La dame aux camélias y la de Verdi La Traviata.
La formalidad imbricada de moda de las preciadas camelias fue un elemento de su declive, sustituido por la nueva orquídea de invernadero. Su resurgimiento tras la Primera Guerra Mundial como arbusto de bosque para climas suaves ha sido paralelo al aumento de la popularidad de la Camellia sasanqua.

## Ecología
El hongo parásito de la camelia mycelia estéril PF1022 produce un metabolito llamado PF1022A. Este se utiliza para producir emodepside, un antihelmíntico. medicamento.
Debido principalmente a la destrucción del hábitat, varias camelias se han vuelto bastante raras en su área de distribución natural. Una de ellas es la ya mencionada C. reticulata, cultivada comercialmente por miles para la horticultura y la producción de aceite, pero lo suficientemente rara en su área de distribución natural como para ser considerada una especie amenazada.

## Uso por el hombre

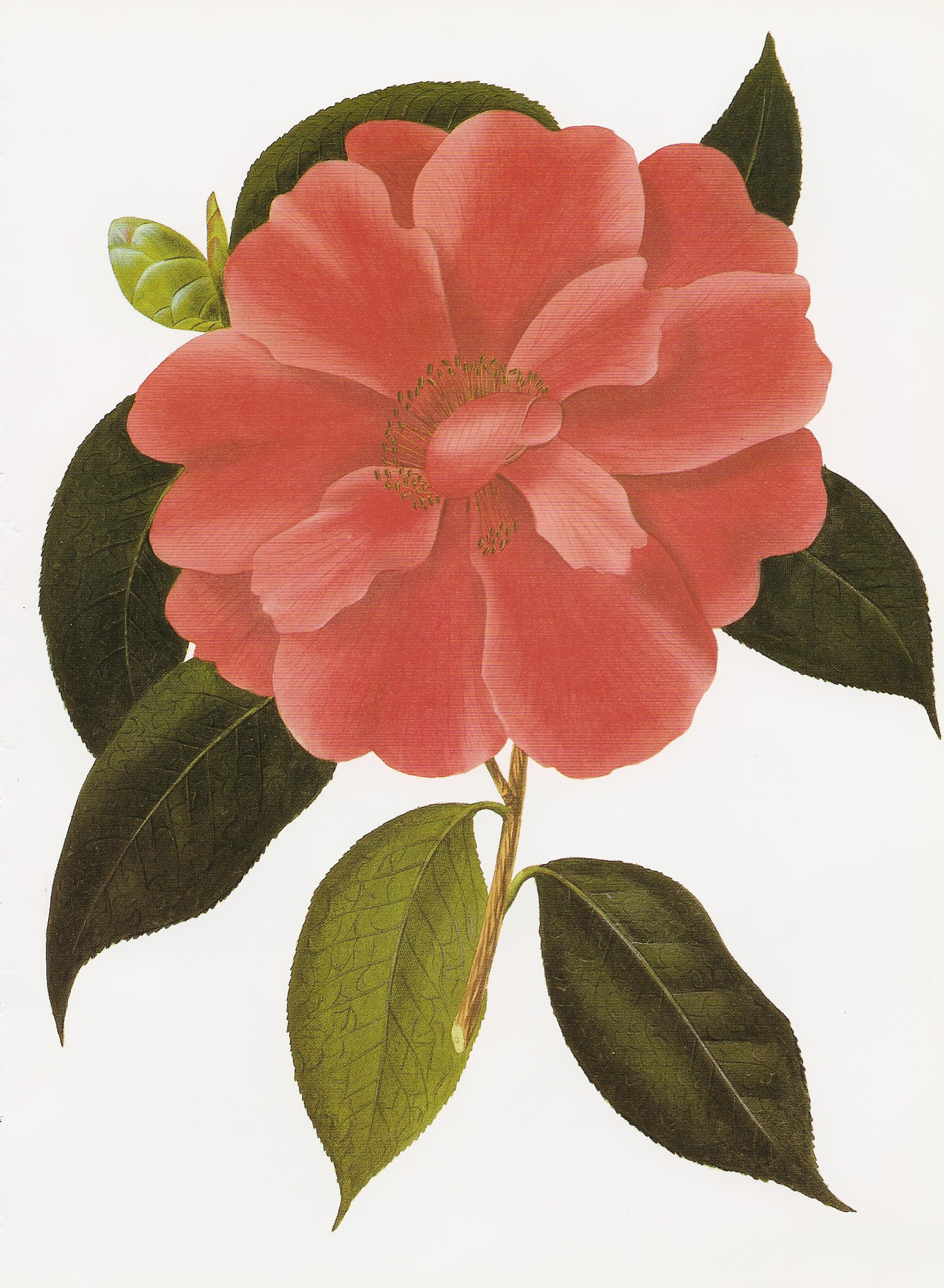
Camellia reticulata es rara en estado salvaje pero se cultiva desde hace cientos de años

Camellia sinensis, la planta del té, tiene una gran importancia comercial porque el té se hace con sus hojas. La especie C. sinensis es el producto de muchas generaciones de cría selectiva con el fin de obtener cualidades consideradas deseables para el té. Sin embargo, se pueden utilizar muchas otras camelias para producir una bebida similar. Por ejemplo, en algunas partes de Japón es popular el té elaborado con hojas de C. sasanqua.
El aceite de té es un condimento dulce y un aceite de cocina que se obtiene prensando las semillas de C. oleifera, C. japonica y, en menor medida, de otras especies como C. crapnelliana, C. reticulata, C. sasanqua y C. sinensis. Relativamente poco conocido fuera de Asia oriental, es el más importante aceite de cocina para cientos de millones de personas, especialmente en el sur de China.
El aceite de camelia se utiliza habitualmente para limpiar y proteger las hojas de los instrumentos de corte.
El aceite de camelia prensado a partir de las semillas de C. japonica, también llamado aceite tsubaki o tsubaki-abura (椿油) en japonés, se ha utilizado tradicionalmente en Japón para el cuidado del cabello. La planta C. japonica se utiliza para preparar medicamentos antiinflamatorios tradicionales.

## Lenguaje de las flores
En el decimonónico lenguaje de las flores, la camelia blanca representa el amor puro y para toda la vida, y, por su color blanco, inocencia, pureza y humildad. La camelia roja significa admiración, y la rosa anhelo, deseo.

## Cultivares modernos
La camelia del té, C. sinensis, tiene muchos cultivares comerciales seleccionados por el sabor de sus hojas una vez transformadas en hojas de té.
Hoy en día las camelias se cultivan como plantas ornamentales por sus flores; se han seleccionado unos 3.000 cultivares e híbridos, muchos de ellos con flores dobles o semi-dobles. C. japonica es la especie más cultivada, con más de 2.000 variedades. Le siguen C. reticulata, con más de 400 cultivares con nombre, y C. sasanqua, con más de 300 cultivares con nombre. Los híbridos más populares son C. × hiemalis (C. japonica × C. sasanqua) y C. × williamsii (C. japonica × C. saluenensis). Algunas variedades pueden alcanzar un tamaño considerable, de hasta 100 m2, aunque existen cultivares más compactos. Suelen plantarse en zonas boscosas, junto a otras calcífugas como los rododendros, y se asocian especialmente a zonas de elevada acidez del suelo, como, por ejemplo en el Reino Unido, en Cornualles y Devon. Son muy apreciados por su floración muy temprana, a menudo entre las primeras flores que aparecen a finales del invierno. Las heladas tardías pueden dañar los botones florales, dando lugar a flores deformes.
Existe una gran variedad de formas florales
- simples (planas, en forma de cuenco o copa)
- semidoble (hileras de grandes pétalos exteriores, con el centro formado por pétalos y estambres mixtos)
- dobles:
  - forma de paeonia (masa convexa de pétalos y petaloides irregulares con estambres ocultos)
  - forma de anémona (una o varias filas de pétalos exteriores, con mezcla de petaloides y estambres en el centro)
  - forma de rosa (pétalos superpuestos que muestran los estambres en un centro cóncavo cuando están abiertos)
  - forma doble (hileras de pétalos superpuestos con estambres ocultos)